# Conflicte georgiano-osseta
El conflicte georgiano-osseta fa referència al conflicte armat ètnic i polític a Ossètia del Sud, situada a Geòrgia i que es va anar incubant fins al 1989 i després es va desenvolupar durant la Guerra a Ossètia del Sud (1991-1992). Malgrat de l'alto al foc declarat i els múltiples esforços de pau, el conflicte continuar sense solució, i petits incidents armats persistisquen. Al mes d'agost del 2008, les tensions diplomàtiques i el conflicte entre Geòrgia i Ossètia del Sud van entrar en erupció amb la Guerra a Ossètia del Sud (2008).

## Orígens del conflicte
El conflicte entre ossetes i georgians es remunta almenys al 1918. Arran de la Revolució Russa, Geòrgia va ser controlada pels menxevics, mentre que els bolxevics van prendre el control de Rússia. Al juny del 1920, les forces d'Ossètia patrocinades pels russos van atacar l'exèrcit de Geòrgia i la Guàrdia del Poble. Geòrgia va reaccionar vigorosament, amb diversos pobles d'Ossètia cremats i 20.000 ossetes desplaçats a la Unió Soviètica. Vuit mesos més tard, l'Exèrcit Roig va envair amb èxit Geòrgia i el 1922 es va crear la Província Autònoma d'Ossètia del Sud.
En la dècada de 1980, amb la política de la perestroika iniciada per Gorbatxov, creix el nacionalisme a la República Socialista Soviètica de Geòrgia (SSR) i el país obté la independència, que va ser rebutjada per l'organització nacionalista d'Ossètia, Ademon Nykhas (Front Popular). Creada el 1988, Ademon Nykhas exigia una major autonomia per a l'Ossètia del Sud i en última instància, la unificació amb Ossètia del Nord a Rússia. El 10 de novembre de 1989, el Soviet Suprem d'Ossètia del Sud va adoptar la decisió d'unir a Ossètia del Sud amb Ossètia del Nord. El Soviet Suprem georgià no ho va acceptar i va suspendre dita decisió, mobilitzant els nacionalistes georgians als carrers. Els comandaments soviètics varen haver d'empènyer els manifestants georgians a marxar de Tskhinvali per evitar la confrontació amb els nacionalistes ossetes.
S'inicia una guerra el 1990, el Consell Suprem Georgià aprova una llei que prohibix els partits ossetes a l'estiu del mateix 1190. Reacció vista pels ossetes com a mesura contra Ademon Nukhas. El 20 de setembre del 1990 Ossètia del Sud declara la independència. Se succeeixen episodis de no consideració de legitimitat dels tribunals d'ambdós bàndols, fet que conduïx progressivament a l'11 de desembre del 1990 quan diferents incidents sagnants a Tskhinvali obliguen el govern georgià a declarar l'estat d'emergència.
En el moment de la dissolució de la Unió Soviètica, el govern dels Estats Units va reconèixer com a legítimes les fronteres del país en el prepacte de Mólotov-Ribbentrop de 1933 (el govern de Franklin D. Roosevelt va establir relacions diplomàtiques amb el Kremlin a finals d'aquest any). A causa d'això, l'administració de George Bush va donar suport obertament a la restauració de la independència de les repúbliques bàltiques, però va considerar les qüestions relatives als conflictes d'independència i territorials de Geòrgia, Armènia, l'Azerbaidjan i la resta dels Transcaucàsia com a formant part de l'URSS, amb les fronteres internacionals sense canvis des de 1920.

## Conflictes i tensions
Es dispara el conflicte entre el 1928 i el 1920 a la República Democràtica Federativa Transcaucàsica i la República Democràtica de Geòrgia.
- Control georgio-osseta de 1918-1920

La tensió a la regió creix amb un augment considerable del nacionalisme osseta i georgià el 1989. Després dels episodis del 1920 les dues comunitats aconsegueixen viure juntes amb un empitjorament progressiu de les relacions. La caiguda de l'URSS va esclatar el conflicte.
- Guerra a Ossètia del Sud (1991-1992)

L'any 2004 Eduard Xevardnadze és derrotat i Mikheil Sakaixvili, vençut a les eleccions, remou el nacionalisme georgià. El 12 de novembre del 2006 el referèndum sobre la independència d'Ossètia del Sud és vençut amb majoria. El president de Geòrgia fa les paus amb Ossètia del Sud, però augmentant l'autonomia d'Ossètia del Sud.
- Revolució de les Roses

La possible entrada d'Ucraïna a l'OTAN incendia novament les tensions. En els últims anys, l'àrea s'ha convertit d'una importància estratègica per a la ruta de transport d'energia, on hi rivalitzen Rússia i Occident. Els Estats Units compta amb 120 instructors militars per entrenar l'exèrcit georgià, al mateix temps, Geòrgia va ser el tercer país a proporcionar tropes sota comandament nord-americà a l'Iraq. Però, tanmateix, el Pentàgon va informar que les seves forces armades no estan involucrats en el conflicte.
Amb tot es demana a Geòrgia, segons analistes, d'acabar ràpidament amb la independència de facto de les repúbliques separatistes d'Abkhàzia i Ossètia del Sud en vista de fer entrar Geòrgia a l'OTAN. La nit del 7 al 8 d'agost del 2008 comença una nova guerra a Ossètia del Sud.